# HP Inc.
HP Inc. er en amerikansk multinational It- og computerproducent med hovedkvarter i Palo Alto, Californien, de producerer pc'ere, printere, osv.
Virksomheden blev etableret 1. november 2015 med baggrund i pc- og printerdivisionen i Hewlett-Packard, mens virksomhedens erhvervsafdeling blev til Hewlett Packard Enterprise.
HP Inc. er børsnoteret på New York Stock Exchange og var i 2021 blandt verdens største pc-producenter.